# Aeroportul Tôlanaro
Aeroportul Tôlanaro (IATA: FTU, ICAO: FMSD) este un aeroport din Regiunea Anosy, Madagascar ce deservește zona Tôlanaro. Aeroportul a fost tranzitat în 2018 de 62.740 de pasageri. A fost numit după zona deservită.
Situat la o altitudine de 6 m, aeroportul dispune de 1 pistă.

## Infrastructură

### Piste
Aeroportul dispune de o singură pistă. Pista 08/26 are suprafața de asfalt și dimensiunile 1.800 m × 30 m. 